# Kim Jong-hyuk
Đây là một tên người Triều Tiên, họ là Kim.
Kim Jong-hyuk (tiếng Hàn: 김종혁; sinh ngày 13 tháng 5 năm 1994) là một cầu thủ bóng đá Hàn Quốc hiện tại thi đấu ở vị trí trung vệ cho Busan I'Park.

## Sự nghiệp câu lạc bộ
Kim ra mắt cho Busan IPark ngày 25 tháng 4 năm 2015 trong trận hòa 1-1 với Ulsan. Bàn thắng đầu tiên của anh đến vào ngày 19 tháng 8 trong thất bại 4-2 trước Seoul.

## Thống kê sự nghiệp câu lạc bộ
Tính đến 4 tháng 12 năm 2017
| Thành tích câu lạc bộ | Thành tích câu lạc bộ | Thành tích câu lạc bộ | Giải vô địch | Giải vô địch | Cúp     | Cúp       | Play-off | Play-off  | Tổng cộng | Tổng cộng |
| Mùa giải              | Câu lạc bộ            | Giải vô địch          | Số trận      | Bàn thắng    | Số trận | Bàn thắng | Số trận  | Bàn thắng | Số trận   | Bàn thắng |
| Hàn Quốc              | Hàn Quốc              | Hàn Quốc              | Giải vô địch | Giải vô địch | Cúp KFA | Cúp KFA   | Play-off | Play-off  | Tổng cộng | Tổng cộng |
| --------------------- | --------------------- | --------------------- | ------------ | ------------ | ------- | --------- | -------- | --------- | --------- | --------- |
| 2015                  | Busan IPark           | K League 1            | 16           | 1            | 0       | 0         | 2        | 0         | 18        | 1         |
| 2016                  | Busan IPark           | K League 2            | 16           | 0            | 2       | 0         | 0        | 0         | 18        | 0         |
| 2017                  | Busan IPark           | K League 2            | 10           | 0            | 4       | 0         | 0        | 0         | 14        | 0         |
| Tổng cộng sự nghiệp   | Tổng cộng sự nghiệp   | Tổng cộng sự nghiệp   | 42           | 1            | 6       | 0         | 2        | 0         | 50        | 1         |